# 官渡镇 (竹山县)
官渡镇，是中华人民共和国湖北省十堰市竹山县下辖的一个乡镇级行政单位。

## 行政区划
官渡镇下辖以下地区：
街道社区、小河村、三吉村、新街村、桃园村、蒲溪村、楼房沟村、中场村、大溪河村和马峪河村。